# Orden de la Amistad de los Pueblos (Bielorrusia)
La Orden de la Amistad de los Pueblos (en bielorruso: Ордэн Дружбы народаў) es una condecoración estatal de la República de Bielorrusia, destinada a reconocer los servicios especiales a la República de Bielorrusia en el fortalecimiento de la paz, las relaciones amistosas y la cooperación, altos logros en actividades internacionales públicas, caritativas y humanitarias, especialmente actividades fructíferas en el acercamiento y el enriquecimiento mutuo de las culturas nacionales. Fue establecida el 21 de mayo de 2002 mediante un Decreto del Consejo Supremo de la República de Bielorrusia.

## Criterios de concesión
La Orden de la Amistad de los Pueblos se otorga a los ciudadanos tanto nacionales como extranjeros en reconocimiento a:
- Una contribución significativa a la promoción de la paz, las relaciones de amistad y cooperación entre los estados, la consolidación de la sociedad y la unidad de los pueblos;
- Esfuerzos particularmente fructíferos destinados a unir y enriquecer las culturas nacionales;
- Logros considerables en las actividades sociales, caritativas y humanitarias internacionales;
- Una contribución personal significativa al desarrollo y enriquecimiento del potencial espiritual e intelectual de la República de Bielorrusia, fuerte compromiso con la protección de los derechos humanos y los intereses sociales;
- Méritos especiales en el desarrollo de la actividad económica exterior y el progreso democrático y social.

La Orden de la Amistad de los Pueblos se lleva en una cinta en el cuello.

## Descripción

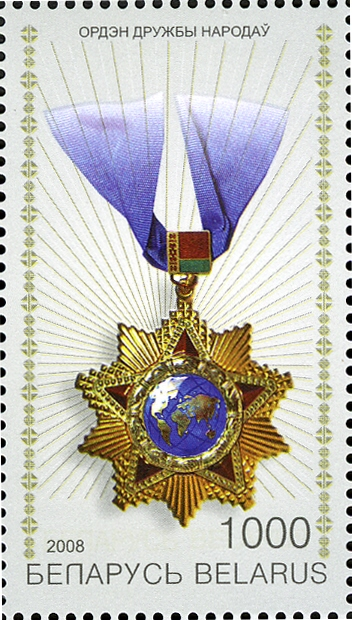
Sello de correos bielorruso de 2008 que representa la Orden de la Amistad de los Pueblos

La Orden de la Amistad de los Pueblos es una insignia realizada en forma de estrella de cinco y diez puntas. Una estrella de cinco puntas, recubierta de esmalte rojo y enmarcada por gotas convexas, se superpone a una estrella de diez puntas de 59 mm de diámetro, que está formada por cinco caras piramidales doradas y cinco haces dorados de rayos divergentes. En el centro de la orden hay una imagen superpuesta del globo terráqueo con loas cinco continentes, cuyas partes individuales están recubiertas con esmalte azul. El globo está enmarcado por un borde con la imagen de un apretón de manos. El reverso de la insignia tiene una superficie lisa, con el número de serie de la condecoración grabado en el centro.
La orden va unida a una cinta muaré azul de 44 mm de ancho mediante un ojal y una anilla plana, al que se adjunta un cartel rectangular de 14x14 mm, que representa en miniatura la Bandera del Estado de la República de Bielorrusia.
La Orden de la Amistad de los Pueblos está realizada en plata dorada.

## Galardonados
- Hugo Chávez, Presidente de Venezuela.[4]
- Vladímir Putin, Presidente de la Federación de Rusia.[5]
- Ramzán Kadírov, Presidente de la república de Chechenia.[6]
- Guennadi Ziugánov, Secretario General del partido comunista ruso.[7]
- Nursultán Nazarbáyev, Presidente de Kazajistán.[8]
- Abdelfatah El-Sisi, Presidente de Egipto.[9]
- Kurmanbek Bakíev, Presidente de Kirguistán.
- Ilham Aliyev, presidente de Azerbaiyán.[10]
- Alejo II, Patriarca de Moscú y de todas las Rusias.[11]
- Tomislav Nikolić, Presidente de Serbia.[12]
- Yuri Luzhkov, alcalde de Moscú entre 1992 y 2010.[13]
- Oleg Novitski, cosmonauta bielorruso (21 de diciembre de 2021).[14]